# Coppa Italia 2012-2013 (hockey su ghiaccio)
La Coppa Italia 2012-2013 di hockey su ghiaccio è stata la 17ª edizione del trofeo.

## Formula
Al tabellone principale accedono 4 squadre, le prime quattro classificate al termine del primo girone di andata e ritorno di serie A.
Le squadre si incontrano in un'unica sede per semifinali e finali, giocate in due giorni consecutivi (la cosiddetta final four); in semifinale gli accoppiamenti vedranno scontrarsi la prima classificata con la quarta e la seconda con la terza; le due vincitrici si scontreranno il giorno successivo nella finale. Dopo quattro edizioni consecutive organizzate al Palaonda di Bolzano la Coppa Italia fece ritorno a Torino presso il Palasport Tazzoli il 12 e il 13 gennaio 2013.

## Qualificazione
Al 15 novembre, penultima giornata del primo girone di ritorno, l'Hockey Club Valpellice conquistò il punto necessario per garantirsi l'accesso alla final four estromettendo l'Hockey Club Bolzano, mentre le prime tre squadre qualificate erano già certe. L'ultima giornata servì soltanto a sancire le posizioni in base alle quali fu stilato il quadro delle semifinali.

### Classifica
|  | Pos. | Squadra         | Pt | G  | V  | VOT | POT | P  | GF | GS | DR  |
|  | ---- | --------------- | -- | -- | -- | --- | --- | -- | -- | -- | --- |
|  | 1.   | Val Pusteria    | 48 | 18 | 16 | 0   | 0   | 2  | 78 | 38 | +40 |
|  | 2.   | Alleghe         | 37 | 18 | 9  | 4   | 2   | 3  | 64 | 35 | +29 |
|  | 3.   | Ritten-Renon    | 32 | 18 | 9  | 1   | 3   | 5  | 54 | 40 | +14 |
|  | 4.   | Valpellice      | 31 | 18 | 8  | 3   | 1   | 6  | 60 | 56 | +4  |
|  | 5.   | Bolzano         | 30 | 18 | 9  | 0   | 3   | 6  | 53 | 40 | +13 |
|  | 6.   | Milano Rossoblu | 28 | 18 | 5  | 5   | 3   | 5  | 49 | 48 | +1  |
|  | 7.   | Asiago          | 25 | 18 | 5  | 4   | 2   | 7  | 50 | 54 | -4  |
|  | 8.   | Cortina         | 18 | 18 | 4  | 1   | 4   | 9  | 54 | 67 | -13 |
|  | 9.   | Fassa Falcons   | 13 | 18 | 3  | 2   | 0   | 13 | 38 | 70 | -32 |
|  | 10.  | Pontebba        | 8  | 18 | 2  | 0   | 2   | 14 | 35 | 79 | -44 |

Legenda:

      Ammesse alla Coppa Italia
Note:

Tre punti a vittoria, due punti a vittoria dopo overtime o rigori, un punto a sconfitta dopo overtime o rigori, zero a sconfitta.

## Tabellone

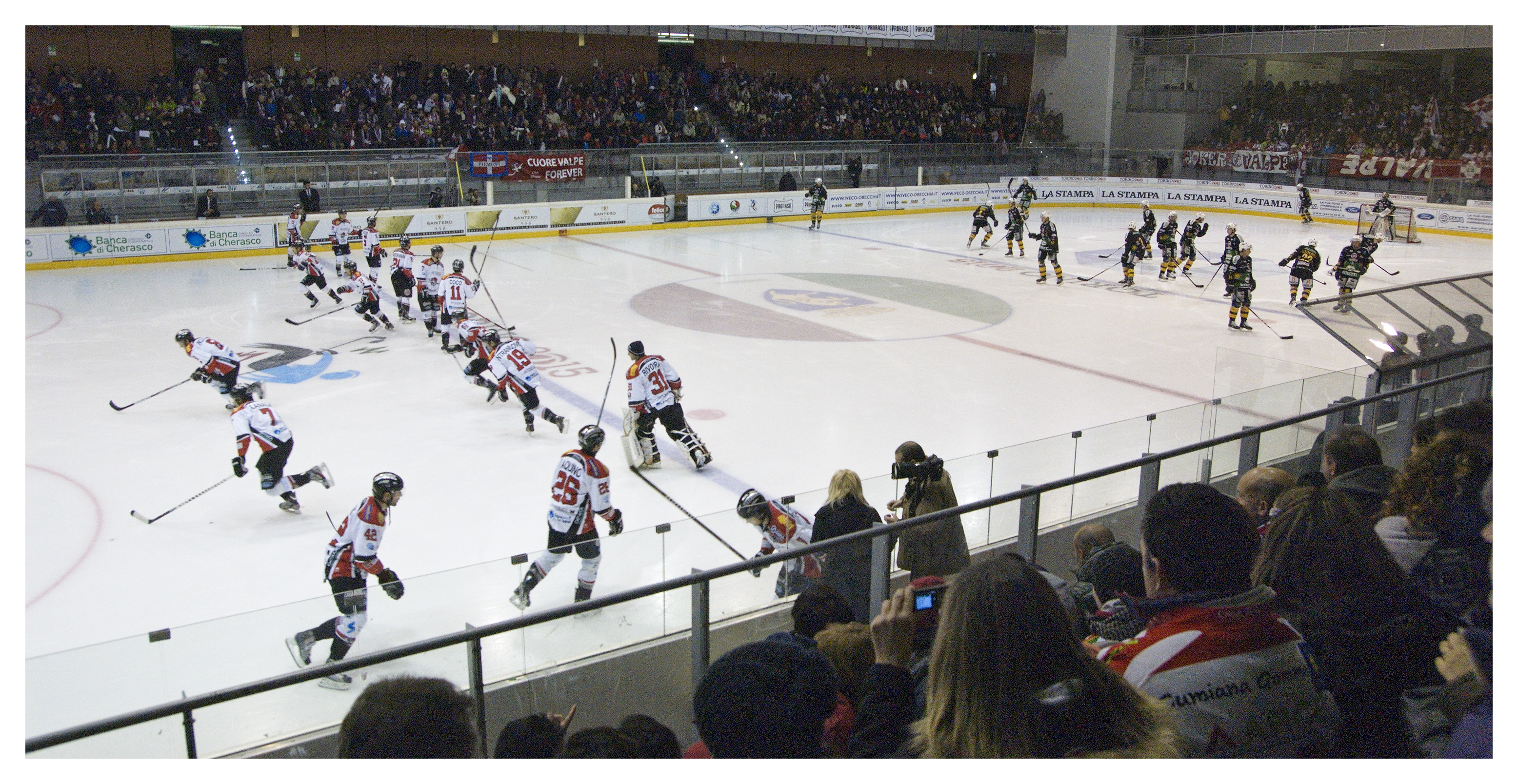
Riscaldamento delle squadre prima della semifinale tra Valpellice e Val Pusteria

|  | Semifinali | Semifinali   | Semifinali |         |   | Finale     | Finale | Finale |  |
|  |            |              |            |         |   |            |        |        |  |
|  | 1          | Val Pusteria | 1          |         |   |            |        |        |  |
|  | 1          | Val Pusteria | 1          |         |   |            |        |        |  |
|  | 4          | Valpellice   | 5          |         |   |            |        |        |  |
|  | 4          | Valpellice   | 5          |         | 4 | Valpellice | 7      |        |  |
|  |            |              |            |         | 4 | Valpellice | 7      |        |  |
|  |            |              | 2          | Alleghe | 3 |            |        |        |  |
|  | 2          | Alleghe      | 2          | Alleghe | 3 | 3          |        |        |  |
|  | 2          | Alleghe      |            |         |   |            |        |        |  |
|  | 3          | Ritten-Renon | 2          |         |   |            |        |        |  |

### Semifinali
| Torino 12 gennaio 2013, ore 17:30 | Alleghe   | 3 – 2 (d.t.s.) (0-1; 0-0; 2-1) referto                      | Ritten Sport | Palasport Tazzoli (1.300 spett.) |
| \| \| \| \| \| Rocco (Da Tos, McMonagle) 28:28 N. Fontanive (Johansson, Rocco) 39:53 Veggiato (Rocco, De Biasio) 61:31 \| Marcatori \| 18:46 Tudin (Mitchell, Kemp) 63:21 Jacina (Tudin, Daccordo) \| |           |                                                             |              |                                  |
| |           |                                                             |              |                                  |
| Rocco (Da Tos, McMonagle) 28:28 N. Fontanive (Johansson, Rocco) 39:53 Veggiato (Rocco, De Biasio) 61:31                                                                                               | Marcatori | 18:46 Tudin (Mitchell, Kemp) 63:21 Jacina (Tudin, Daccordo) |              |                                  |

| Torino 12 gennaio 2013, ore 21:00 | Val Pusteria | 1 – 5 (0-2; 1-3; 0-0) referto | Valpellice | Palasport Tazzoli (2.740 spett.) |
| \| \| \| \| \| Jensen (Hofer) 20:49 \| Marcatori \| 03:49 Sirianni (Johnson) 13:37 Sirianni (DiCasmirro, Dupont) 23:57 DiCasmirro (Sirianni, Dupont) 27:19 Ihnacak (Silva, Canale) 34:50 Ihnacak (Tomko, Aquino) \| |              | |            |                                  |
| |              | |            |                                  |
| Jensen (Hofer) 20:49 | Marcatori    | 03:49 Sirianni (Johnson) 13:37 Sirianni (DiCasmirro, Dupont) 23:57 DiCasmirro (Sirianni, Dupont) 27:19 Ihnacak (Silva, Canale) 34:50 Ihnacak (Tomko, Aquino) |            |                                  |

### Finale
| Arbitri: | Daniel Gamper Andrea Benvegnù |

|                                                                     |           | |
| A. Fontanive 14:22 Rocco (Waddell, De Biasio) 38:49 LoVecchio 40:36 | Marcatori | 00:18 Sirianni (Dupont) 16:05 Dupont (Johnson, Sirianni) 17:21 Runer (Ihnacak) 20:49 Sirianni (DiCasmirro) 31:50 Sirianni (Anderson, Dupont) 58:22 Sirianni 58:54 Mondon Marin (Schina, Durand Varese) |

## Verdetti
- Vincitrice Coppa Italia:  Hockey Club Valpellice

| Campioni della Coppa Italia 2012-2013 HC Valpellice | Portieri: Andrea Rivoira, Jordan Parise Difensori: Florian Runer, Andrea Schina, Trevor Johnson (C), Nick Anderson, Slavomír Tomko, Martino Durand Varese Attaccanti: Marco Pozzi, Pietro Canale, Paolo Nicolao, Brodie Dupont, Stefano Coco, Nate DiCasmirro, Ralph Intranuovo, Matteo Mondon Marin, Anthony Aquino, Brian Ihnacak, Alex Silva, Robert Sirianni Staff Tecnico: Mike Flanagan (Allenatore) |